# 根室海峡
根室海峡（ねむろかいきょう）は、北海道本島と国後島の間の海峡。
北海道根室市の納沙布岬から斜里郡斜里町の知床岬まで南北に伸び、長さ約130km、最狭部は約17km。水深は南側で10～50mほどだが羅臼沖で急激に深くなり、最深部は2400mを超える。
ロシア語では、国後島の北側をクナシルスキー海峡 (Кунаширский пролив) と呼び、南側の納沙布岬の先端の珸瑤瑁水道の部分はソビエツキー海峡 (пр.Советский) と呼んでいる。納沙布岬から対岸の貝殻島（ロシア語名：シグナルヌイ島 (О.Сигнальный)）まではわずか3.7kmで、その中間にはロシアが主張する領海の境界を示すブイが設置されている。

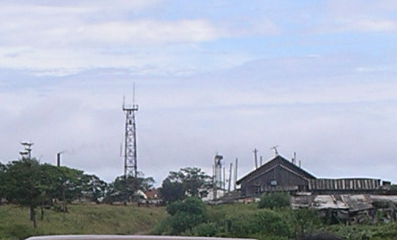
根室海峡岸の国後島内に所在する、ロシア国境警備隊施設。

最狭部は野付郡別海町にある野付半島の龍神崎と国後島のケラムイ崎（ロシア語名：ビエスロ岬 м. Весло）の間であり、この最狭部を特に野付水道（ロシア語名：イズメナ海峡 пр.Измены）と呼ぶ。対岸は、北方四島の一つ国後島の国後郡泊村（ロシア語名：ガラブニノ Головинино）。ここにはロシア国境警備隊の大規模な基地が設けられており、海峡の交通や北海道本土の様子を24時間監視している。
第二次世界大戦終戦直後にソビエト連邦軍が全千島列島を占領し、現在もなおソ連を継承したロシア連邦が実効支配を続けているため、この海峡が事実上の国境となっている。